# Hertia
Hertia es un género de plantas de la familia Asteraceae. Se distribuyen por África. Comprende 18 especies descritas y de estas, solo 6 aceptadas.

## Taxonomía
El género fue descrito por Christian Friedrich Lessing y publicado en Synopsis Generum Compositarum 88. 1832.

## Especies aceptadas
A continuación se brinda un listado de las especies del género Hertia aceptadas hasta julio de 2012, ordenadas alfabéticamente. Para cada una se indica el nombre binomial seguido del autor, abreviado según las convenciones y usos. 
- Hertia alata (Thunb.) Kuntze
- Hertia cheirifolia (L.) Kuntze
- Hertia ciliata (Harv.) Kuntze
- Hertia cluytiifolia (DC.) Kuntze
- Hertia kraussii (Sch.Bip.) Fourc.
- Hertia pallens (DC.) Kuntze